# Мадагаскарское течение
Мадагаскарское течение — тёплое поверхностное течение Индийского океана у восточных и южных берегов острова Мадагаскар; ветвь Южного Пассатного течения.
Направлена на юг и юго-запад со скоростью 2—3 км/ч. Средняя температура воды на поверхности за год до 26 °C. Соленость воды более 35 ‰. На юго-западе частично соединяется с тёплым течением мыса Игольного.